# Nhật Bản tại Thế vận hội Mùa hè 2024
Nhật Bản tham dự Thế vận hội Mùa hè 2024 tại Paris từ ngày 26 tháng 7 đến ngày 11 tháng 8 năm 2024. Kể từ khi chính thức tham gia vào năm 1912, các vận động viên Nhật Bản đã tham dự tất cả các kỳ Thế vận hội Mùa hè, ngoại trừ hai kỳ đại hội: lần thứ nhất, họ không được mời tham dự Thế vận hội Mùa hè 1948 tại Luân Đôn vì vai trò của mình trong Thế chiến II; lần thứ hai, họ hưởng ứng cuộc tẩy chay do Hoa Kỳ khởi xướng, khi Moskva đăng cai Thế vận hội Mùa hè 1980.

## Danh sách huy chương
Các vận động viên dưới đây đã giành huy chương tại Thế vận hội. 
| Huy chương | Tên | Môn thể thao     | Nội dung                             | Ngày       |
| ---------- | --- | ---------------- | ------------------------------------ | ---------- |
| Vàng       | Tsunoda Natsumi | Judo             | Nữ –48 kg                            | 27 tháng 7 |
| Vàng       | Abe Hifumi | Judo             | Nam –66 kg                           | 28 tháng 7 |
| Vàng       | Yoshizawa Coco | Trượt ván        | Đường phố – Nữ                       | 28 tháng 7 |
| Vàng       | Kano Koki | Đấu kiếm         | Men's épée                           | 28 tháng 7 |
| Vàng       | Horigome Yuto | Trượt ván        | Đường phố – Nam                      | 29 tháng 7 |
| Vàng       | Sugino Takaaki Oka Shinnosuke Hashimoto Daiki Kaya Kazuma Tanigawa Wataru | Thể dục dụng cụ  | Men's artistic team all-around       | 29 tháng 7 |
| Vàng       | Nagase Takanori | Judo             | 81 kg Nam                            | 30 tháng 7 |
| Vàng       | Oka Shinnosuke | Thể dục dụng cụ  | Men's artistic individual all-around | 31 tháng 7 |
| Vàng       | Iimura Kazuki Matsuyama Kyosuke Shikine Takahiro Nagano Yudai | Đấu kiếm         | Men's team foil                      | 4 tháng 8  |
| Vàng       | Oka Shinnosuke | Thể dục dụng cụ  | Xà ngang Nam                         | 5 tháng 8  |
| Vàng       | Fumita Kenichiro | Vật              | Men's Greco-Roman 60 kg              | 6 tháng 8  |
| Vàng       | Kusaka Nao | Vật              | Men's Greco-Roman 77 kg              | 7 tháng 8  |
| Vàng       | Fujinami Akari | Vật              | 53 kg Tự do Nữ                       | 8 tháng 8  |
| Bạc        | Akama Liz | Trượt ván        | Đường phố – Nữ                       | 28 tháng 7 |
| Bạc        | Matsushita Tomoyuki | Bơi lội          | Hỗn hợp cá nhân 400 mét nam          | 28 tháng 7 |
| Bạc        | Murao Sanshiro | Judo             | 90 kg Nam                            | 31 tháng 7 |
| Bạc        | Komata Akira Kano Koki Yamada Masaru Minobe Kazuyasu | Đấu kiếm         | Men's team épée                      | 2 tháng 8  |
| Bạc        | Abe Uta Hashimoto Soichi Takaichi Miku Murao Sanshiro Takayama Rika Saito Tatsuru Niizoe Saki Nagase Takanori Aaron Wolf Funakubo Haruka Sone Akira Nagayama Ryuju Tsunoda Natsumi Abe Hifumi | Judo             | Đồng đội hỗn hợp                     | 3 tháng 8  |
| Bạc        | Hiraki Kokona | Trượt ván        | Công viên – Nữ                       | 6 tháng 8  |
| Bạc        | Okada Keiju Yoshioka Miho | Thuyền buồm      | Mixed 470                            | 8 tháng 8  |
| Bạc        | Anraku Sorato | Leo núi thể thao | Men's combined                       | 9 tháng 8  |
| Đồng       | Nagayama Ryuju | Judo             | Nam –60 kg                           | 27 tháng 7 |
| Đồng       | Oiwa Yoshiaki Tomoto Kazuma Tanaka Toshiyuki Kitajima Ryuzo | Cưỡi ngựa        | Đua ngựa đồng đội                    | 29 tháng 7 |
| Đồng       | Hashimoto Soichi | Judo             | 73 kg Nam                            | 29 tháng 7 |
| Đồng       | Funakubo Haruka | Judo             | 57 kg Nữ                             | 29 tháng 7 |
| Đồng       | Azuma Sera Ueno Yuka Miyawaki Karin Kikuchi Komaki | Đấu kiếm         | Women's team foil                    | 1 tháng 8  |
| Đồng       | Watanabe Yuta Higashino Arisa | Cầu lông         | Đôi nam nữ                           | 2 tháng 8  |
| Đồng       | Hayata Hina | Bóng bàn         | Đơn nữ                               | 3 tháng 8  |
| Đồng       | Matsuyama Nami Shida Chiharu | Cầu lông         | Đôi nữ                               | 3 tháng 8  |
| Đồng       | Takashima Risa Ozaki Seri Emura Misaki Fukushima Shihomi | Đấu kiếm         | Women's team sabre                   | 3 tháng 8  |
| Đồng       | Matsuyama Hideki | Golf             | Cá nhân Nam                          | 4 tháng 8  |
| Đồng       | Oka Shinnosuke | Thể dục dụng cụ  | Xà kép Nam                           | 5 tháng 8  |
| Đồng       | Ozaki Nonoka | Vật              | 68 kg Tự do Nữ                       | 6 tháng 8  |
| Đồng       | Susaki Yui | Vật              | 50 kg Tự do Nữ                       | 7 tháng 8  |

| Số lượng huy chương theo môn thể thao | Số lượng huy chương theo môn thể thao | Số lượng huy chương theo môn thể thao | Số lượng huy chương theo môn thể thao | Số lượng huy chương theo môn thể thao |
| ------------------------------------- | ------------------------------------- | ------------------------------------- | ------------------------------------- | ------------------------------------- |
| Môn thể thao                          | 1                                     | 2                                     | 3                                     | Tổng cộng                             |
| Judo                                  | 3                                     | 2                                     | 3                                     | 8                                     |
| Vật                                   | 3                                     | 0                                     | 2                                     | 5                                     |
| Đấu kiếm                              | 2                                     | 1                                     | 2                                     | 5                                     |
| Thể dục dụng cụ                       | 3                                     | 0                                     | 1                                     | 4                                     |
| Trượt ván                             | 2                                     | 2                                     | 0                                     | 4                                     |
| Cầu lông                              | 0                                     | 0                                     | 2                                     | 2                                     |
| Bơi lội                               | 0                                     | 1                                     | 0                                     | 1                                     |
| Thuyền buồm                           | 0                                     | 1                                     | 0                                     | 1                                     |
| Leo núi thể thao                      | 0                                     | 1                                     | 0                                     | 1                                     |
| Cưỡi ngựa                             | 0                                     | 0                                     | 1                                     | 1                                     |
| Bóng bàn                              | 0                                     | 0                                     | 1                                     | 1                                     |
| Golf                                  | 0                                     | 0                                     | 1                                     | 1                                     |
| Tổng cộng                             | 13                                    | 8                                     | 13                                    | 34                                    |

| Số lượng huy chương theo giới tính | Số lượng huy chương theo giới tính | Số lượng huy chương theo giới tính | Số lượng huy chương theo giới tính | Số lượng huy chương theo giới tính |
| ---------------------------------- | ---------------------------------- | ---------------------------------- | ---------------------------------- | ---------------------------------- |
| Giới tính                          | 1                                  | 2                                  | 3                                  | Tổng cộng                          |
| Nữ                                 | 3                                  | 3                                  | 6                                  | 12                                 |
| Nam                                | 10                                 | 3                                  | 5                                  | 18                                 |
| Hỗn hợp                            | 0                                  | 2                                  | 2                                  | 4                                  |
| Tổng cộng                          | 13                                 | 8                                  | 13                                 | 34                                 |

| Số lượng huy chương theo ngày | Số lượng huy chương theo ngày | Số lượng huy chương theo ngày | Số lượng huy chương theo ngày | Số lượng huy chương theo ngày | Số lượng huy chương theo ngày |
| ----------------------------- | ----------------------------- | ----------------------------- | ----------------------------- | ----------------------------- | ----------------------------- |
| Ngày                          | 1                             | 2                             | 3                             | Tổng cộng                     |                               |
| 27 tháng 7                    | 1                             | 0                             | 1                             | 2                             |                               |
| 28 tháng 7                    | 3                             | 2                             | 0                             | 5                             |                               |
| 29 tháng 7                    | 2                             | 0                             | 3                             | 5                             |                               |
| 30 tháng 7                    | 1                             | 0                             | 0                             | 1                             |                               |
| 31 tháng 7                    | 1                             | 1                             | 0                             | 2                             |                               |
| 1 tháng 8                     | 0                             | 0                             | 1                             | 1                             |                               |
| 2 tháng 8                     | 0                             | 1                             | 1                             | 2                             |                               |
| 3 tháng 8                     | 0                             | 1                             | 3                             | 4                             |                               |
| 4 tháng 8                     | 1                             | 0                             | 1                             | 2                             |                               |
| 5 tháng 8                     | 1                             | 0                             | 1                             | 2                             |                               |
| 6 tháng 8                     | 1                             | 1                             | 1                             | 3                             |                               |
| 7 tháng 8                     | 1                             | 0                             | 1                             | 2                             |                               |
| 8 tháng 8                     | 1                             | 1                             | 0                             | 2                             |                               |
| 9 tháng 8                     | 0                             | 1                             | 0                             | 1                             |                               |
| Tổng cộng                     | 13                            | 8                             | 13                            | 34                            |                               |

| Vận động viên giành nhiều huy chương | Vận động viên giành nhiều huy chương | Vận động viên giành nhiều huy chương | Vận động viên giành nhiều huy chương | Vận động viên giành nhiều huy chương | Vận động viên giành nhiều huy chương | Vận động viên giành nhiều huy chương |
| ------------------------------------ | ------------------------------------ | ------------------------------------ | ------------------------------------ | ------------------------------------ | ------------------------------------ | ------------------------------------ |
| Tên                                  | Môn thể thao                         | 1                                    | 2                                    | 3                                    | Tổng cộng                            |                                      |
| Oka Shinnosuke                       | Thể dục dụng cụ                      | 3                                    | 0                                    | 1                                    | 4                                    |                                      |
| Kano Koki                            | Đấu kiếm                             | 1                                    | 1                                    | 0                                    | 2                                    |                                      |
| Abe Hifumi                           | Judo                                 | 1                                    | 1                                    | 0                                    | 2                                    |                                      |
| Tsunoda Natsumi                      | Judo                                 | 1                                    | 1                                    | 0                                    | 2                                    |                                      |
| Nagase Takanori                      | Judo                                 | 1                                    | 1                                    | 0                                    | 2                                    |                                      |
| Murao Sanshiro                       | Judo                                 | 0                                    | 2                                    | 0                                    | 2                                    |                                      |
| Funakubo Haruka                      | Judo                                 | 0                                    | 1                                    | 1                                    | 2                                    |                                      |
| Nagayama Ryuju                       | Judo                                 | 0                                    | 1                                    | 1                                    | 2                                    |                                      |
| Hashimoto Soichi                     | Judo                                 | 0                                    | 1                                    | 1                                    | 2                                    |                                      |

## Vận động viên dự thi
Ogata Mitsugi là người đảm nhiệm vai trò trưởng phái đoàn của đoàn thể thao Nhật Bản.
Sau đây là danh sách số lượng vận động viên đại diện cho Nhật Bản tham dự Thế vận hội.
| Môn thể thao              | Nam | Nữ  | Tổng cộng |
| ------------------------- | --- | --- | --------- |
| Bắn cung                  | 3   | 1   | 4         |
| Bơi nghệ thuật            | 0   | 9   | 9         |
| Điền kinh                 | 29  | 20  | 49        |
| Cầu lông                  | 5   | 7   | 12        |
| Bóng rổ                   | 12  | 12  | 24        |
| Quyền Anh                 | 2   | 0   | 2         |
| Breaking                  | 2   | 2   | 4         |
| Canoeing                  | 2   | 1   | 3         |
| Xe đạp                    | 9   | 9   | 18        |
| Nhảy cầu                  | 2   | 3   | 5         |
| Cưỡi ngựa                 | 6   | 0   | 6         |
| Đấu kiếm                  | 7   | 7   | 14        |
| Khúc côn cầu trên cỏ      | 0   | 16  | 16        |
| Bóng đá                   | 18  | 18  | 36        |
| Golf                      | 2   | 2   | 4         |
| Thể dục dụng cụ           | 6   | 5   | 11        |
| Bóng ném                  | 14  | 0   | 14        |
| Judo                      | 7   | 7   | 14        |
| Năm môn phối hợp hiện đại | 1   | 1   | 2         |
| Chèo thuyền               | 3   | 2   | 5         |
| Bóng bầu dục bảy người    | 12  | 12  | 24        |
| Thuyền buồm               | 3   | 4   | 7         |
| Bắn súng                  | 2   | 1   | 3         |
| Lướt ván                  | 4   | 6   | 10        |
| Leo núi thể thao          | 2   | 2   | 4         |
| Lướt sóng                 | 3   | 1   | 4         |
| Bơi lội                   | 15  | 14  | 29        |
| Bóng bàn                  | 3   | 3   | 6         |
| Quần vợt                  | 2   | 4   | 6         |
| Ba môn phối hợp           | 2   | 1   | 3         |
| Bóng chuyền               | 12  | 14  | 26        |
| Bóng nước                 | 12  | 0   | 12        |
| Cử tạ                     | 2   | 1   | 3         |
| Vật                       | 8   | 6   | 14        |
| Tổng cộng                 | 212 | 191 | 403       |

## Bắn cung
Đội tuyển bắn cung nam của Nhật Bản đã giành được suất tham dự nhờ việc giành được huy chương đồng tại Giải vô địch bắn cung thế giới 2023 ở Berlin, Đức, và giành được một trong ba suất tham dự Thế vận hội tại giải đấu này.
| Vận động viên                                  | Nội dung         | Vòng xếp hạng | Vòng xếp hạng | Vòng 1/32               | Vòng 1/16                      | Vòng 1/8                       | Tứ kết                         | Bán kết                        | Chung kết / BM                 | Chung kết / BM                 |                                |
| Vận động viên                                  | Nội dung         | Điểm số       | Hạt giống     | Đối thủ Tỉ số           | Đối thủ Tỉ số                  | Đối thủ Tỉ số                  | Đối thủ Tỉ số                  | Đối thủ Tỉ số                  | Đối thủ Tỉ số                  | Thứ hạng                       |                                |
| ---------------------------------------------- | ---------------- | ------------- | ------------- | ----------------------- | ------------------------------ | ------------------------------ | ------------------------------ | ------------------------------ | ------------------------------ | ------------------------------ | ------------------------------ |
| Furukawa Takaharu                              | Cá nhân nam      | 659           | 35            | Nakanishi (JPN) · B 4–6 | Không giành được quyền đi tiếp | Không giành được quyền đi tiếp | Không giành được quyền đi tiếp | Không giành được quyền đi tiếp | Không giành được quyền đi tiếp | Không giành được quyền đi tiếp |                                |
| Nakanishi Junya                                | Cá nhân nam      | 663           | 30            | Furukawa (JPN) · T 6–4  | Unruh (GER) · B 4–6            | Không giành được quyền đi tiếp | Không giành được quyền đi tiếp | Không giành được quyền đi tiếp | Không giành được quyền đi tiếp | Không giành được quyền đi tiếp |                                |
| Saito Fumiya                                   | Cá nhân nam      | 650           | 49            | D'Amour (ISV) · T 6–4   | D'Almeida (BRA) · B 1–7        | Không giành được quyền đi tiếp | Không giành được quyền đi tiếp | Không giành được quyền đi tiếp | Không giành được quyền đi tiếp | Không giành được quyền đi tiếp |                                |
| Furukawa Takaharu Nakanishi Junya Saito Fumiya | Đồng đội Nam     | 1972          | 8             | —                       | —                              | México · T 5–1                 | Hàn Quốc · B 0–6               | Không giành được quyền đi tiếp | Không giành được quyền đi tiếp | Không giành được quyền đi tiếp |                                |
| Satsuki Noda                                   | Cá nhân Nữ       | 666           | 12            | Chiu Y-C (TPE) · T 6–0  | Lopez (FRA) · T 6–2            | Gökkır (TUR) · B 4–6           | Không giành được quyền đi tiếp | Không giành được quyền đi tiếp | Không giành được quyền đi tiếp | Không giành được quyền đi tiếp |                                |
| Nakanishi Junya Satsuki Noda                   | Đồng đội hỗn hợp | 1329          | 11            | —                       | —                              | Thổ Nhĩ Kỳ · T 5–4             | Hoa Kỳ · B 3–5                 | Không giành được quyền đi tiếp | Không giành được quyền đi tiếp | Không giành được quyền đi tiếp | Không giành được quyền đi tiếp |

## Bơi nghệ thuật
Đội tuyển bơi nghệ thuật của Nhật Bản bao gồm tám vận động viên giành được suất tham dự Thế vận hội và tham gia thi đấu ở nội dung đồng đội mở rộng và đôi nữ nhờ vào thành tích của đội tuyển Nhật Bản nằm trong số năm đội tuyển có thứ hạng cao ở nội dung đồng đội mở rộng tại Giải vô địch thể thao dưới nước thế giới 2024 ở Doha, Qatar.
| Vận động viên                                                                                          | Nội dung | Trình diễn kỹ thuật | Trình diễn kỹ thuật | Trình diễn tự do (sơ loại) | Trình diễn tự do (sơ loại)   | Trình diễn tự do (sơ loại) | Trình diễn tự do (chung kết) | Trình diễn tự do (chung kết) | Trình diễn tự do (chung kết) |
| Vận động viên                                                                                          | Nội dung | Điểm số             | Thứ hạng            | Điểm số                    | Tổng cộng (kỹ thuật + tự do) | Thứ hạng                   | Điểm số                      | Tổng cộng (kỹ thuật + tự do) | Thứ hạng                     |
| --- | -------- | ------------------- | ------------------- | -------------------------- | ---------------------------- | -------------------------- | ---------------------------- | ---------------------------- | ---------------------------- |
| Higa Moe Sato Tomoka                                                                                   | Đôi      | 257.3533            | 6                   | 249.7271                   | 507.0804                     | 8                          | —                            | —                            | —                            |
| Higa Moe Kijima Moeka Kobayashi Uta Sato Tomoka Shimada Ayano Wada Ami Yasunaga Mashiro Yoshida Megumu | Đồng đội | 284.9017            | 3                   | 343.0291                   | 627.9308                     | 6                          | 252.7533                     | 880.6841                     | 5                            |

## Bóng rổ

### Bóng rổ 5×5
Tóm tắt
| Đội tuyển              | Nội dung     | Vòng bảng         | Vòng bảng           | Vòng bảng         | Vòng bảng | Tứ kết                         | Bán kết                        | Chung kết / HCĐ                | Chung kết / HCĐ |
| Đội tuyển              | Nội dung     | Đối thủ Tỉ số     | Đối thủ Tỉ số       | Đối thủ Tỉ số     | Thứ hạng  | Đối thủ Tỉ số                  | Đối thủ Tỉ số                  | Đối thủ Tỉ số                  | Thứ hạng        |
| ---------------------- | ------------ | ----------------- | ------------------- | ----------------- | --------- | ------------------------------ | ------------------------------ | ------------------------------ | --------------- |
| Đội tuyển nam Nhật Bản | Giải đấu Nam | Đức · B 77–97     | Pháp · B 90–94 (OT) | Brasil · B 84-102 | 4         | Không giành được quyền đi tiếp | Không giành được quyền đi tiếp | Không giành được quyền đi tiếp | 11              |
| Đội tuyển nữ Nhật Bản  | Giải đấu Nữ  | Hoa Kỳ · B 76–102 | Đức · B 64–75       | Bỉ · B 58–85      | 4         | Không giành được quyền đi tiếp | Không giành được quyền đi tiếp | Không giành được quyền đi tiếp | 12              |

#### Giải đấu Nam
Đội tuyển bóng rổ Nhật Bản giành quyền tham dự Thế vận hội Mùa do có thành tích tốt tại Giải vô địch bóng rổ thế giới 2023 với thứ hạng cao nhất ở khu vực Châu Á.
Đội hình
Danh sách 16 cầu thủ đã được công bố vào ngày 26 tháng 6 năm 2024. Danh sách đội hình cuối cùng đã được công bố vào ngày 8 tháng 7 năm 2024.
Vòng bảng
| VT | Đội      | ST | T | B | ĐT  | ĐB  | HS  | Đ | Giành quyền tham dự |
| -- | -------- | -- | - | - | --- | --- | --- | - | ------------------- |
| 1  | Đức      | 3  | 3 | 0 | 268 | 221 | +47 | 6 | Tứ kết              |
| 2  | Pháp (H) | 3  | 2 | 1 | 243 | 241 | +2  | 5 | Tứ kết              |
| 3  | Brasil   | 3  | 1 | 2 | 241 | 248 | −7  | 4 | Tứ kết              |
| 4  | Nhật Bản | 3  | 0 | 3 | 251 | 293 | −42 | 3 |                     |

| 27 tháng 7 năm 2024 13:30 | Chi tiết | Đức                                                                | 97–77 | Nhật Bản                                                               |  | Sân vận động Pierre-Mauroy, Lille Số khán giả: 26,991 Trọng tài: Antonio Conde (ESP), Boris Krejić (SLO), Amy Bonner (USA) |
| 27 tháng 7 năm 2024 13:30 | Chi tiết | Điểm mỗi set: 28–21, 24–23, 22–17, 23–16                           |       |                                                                        |  | Sân vận động Pierre-Mauroy, Lille Số khán giả: 26,991 Trọng tài: Antonio Conde (ESP), Boris Krejić (SLO), Amy Bonner (USA) |
| 27 tháng 7 năm 2024 13:30 | Chi tiết | Điểm: F. Wagner 22 Chụp bóng bật bảng: Theis 7 Hỗ trợ: Schröder 12 |       | Điểm: Hachimura 20 Chụp bóng bật bảng: Hawkinson 11 Hỗ trợ: Kawamura 7 |  | Sân vận động Pierre-Mauroy, Lille Số khán giả: 26,991 Trọng tài: Antonio Conde (ESP), Boris Krejić (SLO), Amy Bonner (USA) |

| 30 tháng 7 năm 2024 17:15 | Chi tiết | Nhật Bản                                                                       | 90–94 | Pháp                                                                             | OT | Sân vận động Pierre-Mauroy, Lille Số khán giả: 26,900 Trọng tài: Matthew Kallio (CAN), Wojciech Liszka (POL), Blanca Burns (USA) |
| 30 tháng 7 năm 2024 17:15 | Chi tiết | Điểm mỗi set: 25–32, 19–17, 20–20, 20–15, OT: 6–10                             |       |                                                                                  | OT | Sân vận động Pierre-Mauroy, Lille Số khán giả: 26,900 Trọng tài: Matthew Kallio (CAN), Wojciech Liszka (POL), Blanca Burns (USA) |
| 30 tháng 7 năm 2024 17:15 | Chi tiết | Điểm: Kawamura 29 Chụp bóng bật bảng: Hawkinson, Watanabe 8 Hỗ trợ: Kawamura 6 |       | Điểm: Wembanyama 18 Chụp bóng bật bảng: Gobert 15 Hỗ trợ: Fournier, Wembanyama 6 | OT | Sân vận động Pierre-Mauroy, Lille Số khán giả: 26,900 Trọng tài: Matthew Kallio (CAN), Wojciech Liszka (POL), Blanca Burns (USA) |

| 2 tháng 8 năm 2024 11:00 | Chi tiết | Nhật Bản                                                                | 84–102 | Brasil                                                            |  | Sân vận động Pierre-Mauroy, Lille Số khán giả: 26,850 Trọng tài: Matthew Kallio (CAN), Boris Krejić (SLO), Wojciech Liszka (POL) |
| 2 tháng 8 năm 2024 11:00 | Chi tiết | Điểm mỗi set: 20–31, 24–24, 29–22, 11–25                                |        |                                                                   |  | Sân vận động Pierre-Mauroy, Lille Số khán giả: 26,850 Trọng tài: Matthew Kallio (CAN), Boris Krejić (SLO), Wojciech Liszka (POL) |
| 2 tháng 8 năm 2024 11:00 | Chi tiết | Điểm: Hawkinson 26 Chụp bóng bật bảng: Hawkinson 10 Hỗ trợ: Kawamura 10 |        | Điểm: Caboclo 33 Chụp bóng bật bảng: Caboclo 17 Hỗ trợ: Huertas 8 |  | Sân vận động Pierre-Mauroy, Lille Số khán giả: 26,850 Trọng tài: Matthew Kallio (CAN), Boris Krejić (SLO), Wojciech Liszka (POL) |

#### Giải đấu Nữ
Đội tuyển bóng rổ nữ Nhật Bản đã đủ điều kiện tham dự Thế vận hội Mùa hè nhờ nằm trong top ba tại Giải đấu vòng loại nữ Thế vận hội Mùa hè 2024 ở Sopron, Hungary.
Đội hình
Bóng rổ tại Thế vận hội Mùa hè 2024 – Đội hình Nữ
Vòng bảng
| VT | Đội      | ST | T | B | ĐT  | ĐB  | HS  | Đ | Giành quyền tham dự |
| -- | -------- | -- | - | - | --- | --- | --- | - | ------------------- |
| 1  | Hoa Kỳ   | 3  | 3 | 0 | 276 | 218 | +58 | 6 | Tứ kết              |
| 2  | Đức      | 3  | 2 | 1 | 226 | 220 | +6  | 5 | Tứ kết              |
| 3  | Bỉ       | 3  | 1 | 2 | 228 | 228 | 0   | 4 | Tứ kết              |
| 4  | Nhật Bản | 3  | 0 | 3 | 198 | 262 | −64 | 3 |                     |

| 29 tháng 7 năm 2024 21:00 | Chi tiết | Hoa Kỳ                                                        | 102–76 | Nhật Bản                                                                       |  | Sân vận động Pierre-Mauroy, Lille Số khán giả: 13,040 Trọng tài: Luis Castillo (ESP), Viola Györgyi (NOR), Yevgeniy Mikheyev (KAZ) |
| 29 tháng 7 năm 2024 21:00 | Chi tiết | Điểm mỗi set: 22–15, 28–24, 29–18, 23–19                      |        |                                                                                |  | Sân vận động Pierre-Mauroy, Lille Số khán giả: 13,040 Trọng tài: Luis Castillo (ESP), Viola Györgyi (NOR), Yevgeniy Mikheyev (KAZ) |
| 29 tháng 7 năm 2024 21:00 | Chi tiết | Điểm: Wilson 24 Chụp bóng bật bảng: Wilson 13 Hỗ trợ: Gray 13 |        | Điểm: Takada 24 Chụp bóng bật bảng: four players 3 Hỗ trợ: Machida, Yamamoto 5 |  | Sân vận động Pierre-Mauroy, Lille Số khán giả: 13,040 Trọng tài: Luis Castillo (ESP), Viola Györgyi (NOR), Yevgeniy Mikheyev (KAZ) |

| 1 tháng 8 năm 2024 11:00 | Chi tiết | Nhật Bản                                                      | 64–75 | Đức                                                                              |  | Sân vận động Pierre-Mauroy, Lille Số khán giả: 20,962 Trọng tài: Gatis Saliņš (LAT), Viola Györgyi (NOR), Yevgeniy Mikheyev (KAZ) |
| 1 tháng 8 năm 2024 11:00 | Chi tiết | Điểm mỗi set: 16–21, 20–21, 13–17, 15–16                      |       |                                                                                  |  | Sân vận động Pierre-Mauroy, Lille Số khán giả: 20,962 Trọng tài: Gatis Saliņš (LAT), Viola Györgyi (NOR), Yevgeniy Mikheyev (KAZ) |
| 1 tháng 8 năm 2024 11:00 | Chi tiết | Điểm: Takada 15 Chụp bóng bật bảng: Akaho 8 Hỗ trợ: Machida 9 |       | Điểm: S. Sabally 33 Chụp bóng bật bảng: Gülich, Geiselsöder 10 Hỗ trợ: Fiebich 6 |  | Sân vận động Pierre-Mauroy, Lille Số khán giả: 20,962 Trọng tài: Gatis Saliņš (LAT), Viola Györgyi (NOR), Yevgeniy Mikheyev (KAZ) |

| 4 tháng 8 năm 2024 11:00 | Chi tiết | Nhật Bản                                                                 | 58–85 | Bỉ                                                                   |  | Sân vận động Pierre-Mauroy, Lille Số khán giả: 25,134 Trọng tài: Boris Krejić (SLO), Wojciech Liszka (POL), Péter Praksch (HUN) |
| 4 tháng 8 năm 2024 11:00 | Chi tiết | Điểm mỗi set: 7–19, 16–20, 16–22, 19–24                                  |       |                                                                      |  | Sân vận động Pierre-Mauroy, Lille Số khán giả: 25,134 Trọng tài: Boris Krejić (SLO), Wojciech Liszka (POL), Péter Praksch (HUN) |
| 4 tháng 8 năm 2024 11:00 | Chi tiết | Điểm: Hayashi 13 Chụp bóng bật bảng: Akaho 5 Hỗ trợ: Machida, Miyazaki 4 |       | Điểm: Meesseman 30 Chụp bóng bật bảng: Meesseman 11 Hỗ trợ: Massey 7 |  | Sân vận động Pierre-Mauroy, Lille Số khán giả: 25,134 Trọng tài: Boris Krejić (SLO), Wojciech Liszka (POL), Péter Praksch (HUN) |

## Cầu lông
Đội tuyển cầu lông của Nhật Bản bao gồm 12 vận động viên giành quyền tham dự Thế vận hội Mùa hè tại Paris dựa theo bảng xếp hạng của BWF.
Nam
| Vận động viên              | Nội dung | Vòng bảng                        | Vòng bảng                   | Vòng bảng                      | Vòng bảng                          | Vòng bảng | Vòng đấu loại trực tiếp | Tứ kết                         | Bán kết                        | Chung kết / HCĐ                | Chung kết / HCĐ                |
| Vận động viên              | Nội dung | Đối thủ Tỉ số                    | Đối thủ Tỉ số               | Đối thủ Tỉ số                  | Đối thủ Tỉ số                      | Thứ hạng  | Đối thủ Tỉ số           | Đối thủ Tỉ số                  | Đối thủ Tỉ số                  | Đối thủ Tỉ số                  | Thứ hạng                       |
| -------------------------- | -------- | -------------------------------- | --------------------------- | ------------------------------ | ---------------------------------- | --------- | ----------------------- | ------------------------------ | ------------------------------ | ------------------------------ | ------------------------------ |
| Naraoka Kodai              | Đôi      | Coelho (BRA) · T 2–0             | Jeon H-j (KOR) · T 2–0      | —                              | —                                  | 1Q        | Chou (TPE) · B 0–2      | Không giành được quyền đi tiếp | Không giành được quyền đi tiếp | Không giành được quyền đi tiếp | Không giành được quyền đi tiếp |
| Nishimoto Kenta            | Đôi      | Panarin (KAZ) · T 2–0            | Yang (CAN) · T 2–0          | —                              | —                                  | 1Q        | Vitidsarn (THA) · B 1–2 | Không giành được quyền đi tiếp | Không giành được quyền đi tiếp | Không giành được quyền đi tiếp | Không giành được quyền đi tiếp |
| Hoki Takuro Kobayashi Yugo | Đôi      | Lee Y / · Wang C-l (TPE) · B 0–2 | Chiu / · Yuan (USA) · T 2–0 | Liu YC / · Ou XY (CHN) · B 0–2 | Astrup / · Rasmussen (DEN) · B 0–2 | 4         | —                       | Không giành được quyền đi tiếp | Không giành được quyền đi tiếp | Không giành được quyền đi tiếp | Không giành được quyền đi tiếp |

Nữ
| Vận động viên                  | Nội dung | Vòng bảng                           | Vòng bảng                          | Vòng bảng                          | Vòng bảng | Vòng đấu loại trực tiếp | Tứ kết                                | Bán kết                        | Chung kết / HCĐ                    | Chung kết / HCĐ                |
| Vận động viên                  | Nội dung | Đối thủ Tỉ số                       | Đối thủ Tỉ số                      | Đối thủ Tỉ số                      | Thứ hạng  | Đối thủ Tỉ số           | Đối thủ Tỉ số                         | Đối thủ Tỉ số                  | Đối thủ Tỉ số                      | Thứ hạng                       |
| ------------------------------ | -------- | ----------------------------------- | ---------------------------------- | ---------------------------------- | --------- | ----------------------- | ------------------------------------- | ------------------------------ | ---------------------------------- | ------------------------------ |
| Yamaguchi Akane                | Đơn      | Thet Htar (MYA) · T 2–0             | Li (CAN) · T 2–1                   | —                                  | 1Q        | Katethong (THA) · T 2–0 | An (KOR) · B 1–2                      | Không giành được quyền đi tiếp | Không giành được quyền đi tiếp     | 8                              |
| Ohori Aya                      | Đơn      | Arın (TUR) · T 2–0                  | Castillo (PER) · T 2–0             | —                                  | 1Q        | Yeo (SIN) · T 2–1       | Marin (ESP) · B 0–2                   | Không giành được quyền đi tiếp | Không giành được quyền đi tiếp     | 7                              |
| Matsuyama Nami Shida Chiharu   | Đôi      | Mapasa / · Yu (AUS) · T 2–0         | Crasto / · Ponnappa (IND) · T 2–0  | Kim S-y / · Kong H-y (KOR) · B 0–2 | 2Q        | —                       | Fruergaard / · Thygesen (DEN) · T 2–0 | Liu / · Tan (CHN) · B 0–2      | Tan / · Muralitharan (MAS) · T 2–0 | 3                              |
| Matsumoto Mayu Nagahara Wakana | Đôi      | Rahayu / · Ramadhanti (INA) · T 2–0 | Tan / · Muralitharan (MAS) · B 1–2 | Chen / · Jia (CHN) · B 0–2         | 3         | —                       | Không giành được quyền đi tiếp        | Không giành được quyền đi tiếp | Không giành được quyền đi tiếp     | Không giành được quyền đi tiếp |

Đôi nam nữ
| Vận động viên                 | Nội dung   | Vòng bảng                           | Vòng bảng                | Vòng bảng                  | Vòng bảng | Tứ kết                                         | Bán kết                         | Chung kết / HCĐ            | Chung kết / HCĐ |
| Vận động viên                 | Nội dung   | Đối thủ Tỉ số                       | Đối thủ Tỉ số            | Đối thủ Tỉ số              | Thứ hạng  | Đối thủ Tỉ số                                  | Đối thủ Tỉ số                   | Đối thủ Tỉ số              | Thứ hạng        |
| ----------------------------- | ---------- | ----------------------------------- | ------------------------ | -------------------------- | --------- | ---------------------------------------------- | ------------------------------- | -------------------------- | --------------- |
| Watanabe Yuta Higashino Arisa | Đôi nam nữ | Christiansen / · Bøje (DEN) · T T/O | Ye / · Lee (TPE) · T 2–0 | Tang / · Tse (HKG) · T 2–1 | 1Q        | Puavaranukroh / · Taerattanachai (THA) · T 2–0 | Siwei / · Yaqiong (CHN) · B 0–2 | Seo / · Chae (KOR) · T 2–0 | 3               |

## Điền kinh
Các vận động viên điền kinh Nhật Bản đã đủ tiêu chuẩn tham dự Thế vận hội Mùa hè 2024 ở Paris, bằng cách trực tiếp vượt qua mức tiêu chuẩn (hoặc thời gian cho các cuộc đua đường trường và đường chạy) hoặc thông qua bảng xếp hạng thế giới, trong các nội dung thi đấu sau (tối đa 3 vận động viên mỗi nội dung):
Từ khóa
- Ghi chú–Đây là xếp hạng của lượt chạy
- Q = Giành quyền vào vòng tiếp theo
- q = Giành quyền vào vòng tiếp theo với tư cách VĐV thất bại có thành tích tốt nhất
- NR = Kỷ lục quốc gia
- N/A = Vòng đấu không nằm trong cuộc thi
- Bye = VĐV được miễn thi đấu

Nội dung đường chạy và đường trường
Nam
| Vận động viên                                                                                           | Nội dung                    | Vòng loại sơ bộ | Vòng loại sơ bộ | Vòng loại trực tiếp | Vòng loại trực tiếp | Bán kết                        | Bán kết                        | Chung kết                      | Chung kết                      |
| Vận động viên                                                                                           | Nội dung                    | Kết quả         | Thứ hạng        | Kết quả             | Thứ hạng            | Kết quả                        | Thứ hạng                       | Kết quả                        | Thứ hạng                       |
| --- | --------------------------- | --------------- | --------------- | ------------------- | ------------------- | ------------------------------ | ------------------------------ | ------------------------------ | ------------------------------ |
| Abdul Hakim Sani Brown                                                                                  | 100 m                       | 10.02           | 2 Q             | —                   | —                   | 9.96                           | 4                              | Không giành được quyền đi tiếp | Không giành được quyền đi tiếp |
| Akihiro Higashida                                                                                       | 100 m                       | 10.19           | 5               | —                   | —                   | Không giành được quyền đi tiếp | Không giành được quyền đi tiếp | Không giành được quyền đi tiếp | Không giành được quyền đi tiếp |
| Ryuichiro Sakai                                                                                         | 100 m                       | 10.17           | 5               | —                   | —                   | Không giành được quyền đi tiếp | Không giành được quyền đi tiếp | Không giành được quyền đi tiếp | Không giành được quyền đi tiếp |
| Towa Uzawa                                                                                              | 200 m                       | 20.33           | 3 Q             | —                   | —                   | 20.54                          | 6                              | Không giành được quyền đi tiếp | Không giành được quyền đi tiếp |
| Shota Iizuka                                                                                            | 200 m                       | 20.67           | 5 R             | 20.72               | 4                   | Không giành được quyền đi tiếp | Không giành được quyền đi tiếp | Không giành được quyền đi tiếp | Không giành được quyền đi tiếp |
| Koki Ueyama                                                                                             | 200 m                       | 20.84           | 6 R             | 20.92               | 4                   | Không giành được quyền đi tiếp | Không giành được quyền đi tiếp | Không giành được quyền đi tiếp | Không giành được quyền đi tiếp |
| Fuga Sato                                                                                               | 400 m                       | 46.13           | 6 R             | DNS                 | DNS                 | Không giành được quyền đi tiếp | Không giành được quyền đi tiếp | Không giành được quyền đi tiếp | Không giành được quyền đi tiếp |
| Kentaro Sato                                                                                            | 400 m                       | 45.60           | 5 R             | DNS                 | DNS                 | Không giành được quyền đi tiếp | Không giành được quyền đi tiếp | Không giành được quyền đi tiếp | Không giành được quyền đi tiếp |
| Yuki Joseph Nakajima                                                                                    | 400 m                       | 45.37           | 6 R             | DNS                 | DNS                 | Không giành được quyền đi tiếp | Không giành được quyền đi tiếp | Không giành được quyền đi tiếp | Không giành được quyền đi tiếp |
| Tomoki Ota                                                                                              | 10000 m                     | —               | —               | —                   | —                   | —                              | —                              | 29:12.48                       | 24                             |
| Jun Kasai                                                                                               | 10000 m                     | —               | —               | —                   | —                   | —                              | —                              | 27:53.18                       | 20                             |
| Shunsuke Izumiya                                                                                        | Vượt rào 110 m              | 13.27           | 3 Q             | Miễn đấu và đi tiếp | Miễn đấu và đi tiếp | 13.32                          | 3                              | Không giành được quyền đi tiếp | Không giành được quyền đi tiếp |
| Rachid Muratake                                                                                         | Vượt rào 110 m              | 13.22           | 1 Q             | Miễn đấu và đi tiếp | Miễn đấu và đi tiếp | 13.26                          | 4 q                            | 13.21                          | 5                              |
| Shunya Takayama                                                                                         | Vượt rào 110 m              | 13.46           | 4 R             | 13.45               | 3                   | Không giành được quyền đi tiếp | Không giành được quyền đi tiếp | Không giành được quyền đi tiếp | Không giành được quyền đi tiếp |
| Daiki Ogawa                                                                                             | Vượt rào 400 m              | 50.21           | 6 R             | 49.25               | 5                   | Không giành được quyền đi tiếp | Không giành được quyền đi tiếp | Không giành được quyền đi tiếp | Không giành được quyền đi tiếp |
| Kaito Tsutsue                                                                                           | Vượt rào 400 m              | 50.50           | 7 R             | DNS                 | DNS                 | Không giành được quyền đi tiếp | Không giành được quyền đi tiếp | Không giành được quyền đi tiếp | Không giành được quyền đi tiếp |
| Ken Toyoda                                                                                              | Vượt rào 400 m              | 53.62           | 6 R             | DNS                 | DNS                 | Không giành được quyền đi tiếp | Không giành được quyền đi tiếp | Không giành được quyền đi tiếp | Không giành được quyền đi tiếp |
| Ryuji Miura                                                                                             | 3000 m vượt chướng ngại vật | 8:12.41         | 4 Q             | —                   | —                   | —                              | —                              | 8:11.72                        | 8                              |
| Ryoma Aoki                                                                                              | 3000 m vượt chướng ngại vật | 8:29.03         | 8               | —                   | —                   | —                              | —                              | Không giành được quyền đi tiếp | Không giành được quyền đi tiếp |
| Naoki Koyama                                                                                            | Marathon                    | —               | —               | —                   | —                   | —                              | —                              | 2:10:33                        | 23                             |
| Akira Akasaki                                                                                           | Marathon                    | —               | —               | —                   | —                   | —                              | —                              | 2:07:32                        | 6                              |
| Suguru Osako                                                                                            | Marathon                    | —               | —               | —                   | —                   | —                              | —                              | 2:09:25                        | 13                             |
| Ryo Hamanishi                                                                                           | Đi bộ 20 km                 | —               | —               | —                   | —                   | —                              | —                              | 1:20:33                        | 18                             |
| Koki Ikeda                                                                                              | Đi bộ 20 km                 | —               | —               | —                   | —                   | —                              | —                              | 1:19:41                        | 7                              |
| Yuta Koga                                                                                               | Đi bộ 20 km                 | —               | —               | —                   | —                   | —                              | —                              | 1:19:50                        | 8                              |
| Akihiro Higashida Yoshihide Kiryu Ryuichiro Sakai Abdul Hakim Sani Brown Shoma Yamamoto Hiroki Yanagita | Tiếp sức 4 × 100 m          | 38.06 SB        | 4 q             | —                   | —                   | —                              | —                              | 37.78 SB                       | 5                              |
| Kaito Kawabata Yuki Joseph Nakajima Yudai Nishi Fuga Sato Kentaro Sato Takuho Yoshizu                   | Tiếp sức 4 × 400 m          | 2:59.48 NR      | 4 q             | —                   | —                   | —                              | —                              | 2:58.33 AR                     | 6                              |

Nữ
| Vận động viên   | nội dung       | Vòng loại sơ bộ | Vòng loại sơ bộ | Vòng loại trực tiếp | Vòng loại trực tiếp | Bán kết                        | Bán kết                        | Chung kết                      | Chung kết                      |
| Vận động viên   | nội dung       | Kết quả         | Thứ hạng        | Kết quả             | Thứ hạng            | Kết quả                        | Thứ hạng                       | Kết quả                        | Thứ hạng                       |
| --------------- | -------------- | --------------- | --------------- | ------------------- | ------------------- | ------------------------------ | ------------------------------ | ------------------------------ | ------------------------------ |
| Nozomi Tanaka   | 1500 m         | 4:04.28         | 11 qR           | Miễn đấu và đi tiếp | Miễn đấu và đi tiếp | 3:59.70 SB                     | 11                             | Không giành được quyền đi tiếp | Không giành được quyền đi tiếp |
| Yume Goto       | 1500 m         | 4:09.41 PB      | 13 R            | 4:10.40             | 11                  | Không giành được quyền đi tiếp | Không giành được quyền đi tiếp | Không giành được quyền đi tiếp | Không giành được quyền đi tiếp |
| Nozomi Tanaka   | 5000 m         | 15:00.62        | 9               | —                   | —                   | —                              | —                              | Không giành được quyền đi tiếp | Không giành được quyền đi tiếp |
| Yuma Yamamoto   | 5000 m         | 15:43.67        | 17              | —                   | —                   | —                              | —                              | Không giành được quyền đi tiếp | Không giành được quyền đi tiếp |
| Wakana Kabasawa | 5000 m         | 15:50.86        | 19              | —                   | —                   | —                              | —                              | Không giành được quyền đi tiếp | Không giành được quyền đi tiếp |
| Rino Goshima    | 10000 m        | —               | —               | —                   | —                   | —                              | —                              | 31:29.48                       | 18                             |
| Haruka Kokai    | 10000 m        | —               | —               | —                   | —                   | —                              | —                              | 31:44.03                       | 19                             |
| Yuka Takashima  | 10000 m        | —               | —               | —                   | —                   | —                              | —                              | 31:52.07 SB                    | 22                             |
| Mako Fukube     | Vượt rào 100 m | 12.85           | 4 q             | —                   | —                   | 12.89                          | 5                              | Không giành được quyền đi tiếp | Không giành được quyền đi tiếp |
| Yumi Tanaka     | Vượt rào 100 m | 12.90           | 5 R             | 12.89               | 2 Q                 | 12.91                          | 7                              | Không giành được quyền đi tiếp | Không giành được quyền đi tiếp |
| Mao Ichiyama    | Marathon       | —               | —               | —                   | —                   | —                              | —                              | 2:34:13                        | 51                             |
| Yuka Suzuki     | Marathon       | —               | —               | —                   | —                   | —                              | —                              | 2:24:02                        | 6                              |
| Nanako Fujii    | Đi bộ 20 km    | —               | —               | —                   | —                   | —                              | —                              | 1:34:26                        | 32                             |
| Kumiko Okada    | Đi bộ 20 km    | —               | —               | —                   | —                   | —                              | —                              | DNS                            | DNS                            |
| Ayane Yanai     | Đi bộ 20 km    | —               | —               | —                   | —                   | —                              | —                              | DNS                            | DNS                            |

Hỗn hợp
| Vận động viên                | Nội dung                | Chung kết | Chung kết |
| Vận động viên                | Nội dung                | Thời gian | Thứ hạng  |
| ---------------------------- | ----------------------- | --------- | --------- |
| Masatora Kawano Kumiko Okada | Đi bộ marathon tiếp sức | 2:55:40   | 8         |
| Kazuki Takahashi Ayane Yanai | Đi bộ marathon tiếp sức | 2:58:08   | 13        |

Nội dung trên sân bãi
| Vận động viên       | Nội dung           | Vòng loại   | Vòng loại | Chung kết                      | Chung kết                      |
| Vận động viên       | Nội dung           | Khoảng cách | Vị trí    | Khoảng cách                    | Vị trí                         |
| ------------------- | ------------------ | ----------- | --------- | ------------------------------ | ------------------------------ |
| Akamatsu Ryoichi    | Nhảy cao Nam       | 2.27 SB     | 5 q       | 2.31 PB                        | 5                              |
| Shinno Tomohiro     | Nhảy cao Nam       | 2.20        | 23        | Không giành được quyền đi tiếp | Không giành được quyền đi tiếp |
| Hashioka Yuki       | Nhảy xa Nam        | 7.81        | 17        | Không giành được quyền đi tiếp | Không giành được quyền đi tiếp |
| Roderick Genki Dean | Ném lao Nam        | 82.48       | 13        | Không giành được quyền đi tiếp | Không giành được quyền đi tiếp |
| Hata Sumire         | Nhảy xa Nữ         | 6.31        | 26        | Không giành được quyền đi tiếp | Không giành được quyền đi tiếp |
| Morimoto Mariko     | Nhảy xa ba bước Nữ | 13.40       | 28        | Không giành được quyền đi tiếp | Không giành được quyền đi tiếp |
| Kitaguchi Haruka    | Ném lao Nữ         | 62.58       | 7 Q       | 65.80 SB                       | 1                              |
| Saito Marina        | Ném lao Nữ         | 59.42       | 21        | Không giành được quyền đi tiếp | Không giành được quyền đi tiếp |
| Ueda Momone         | Ném lao Nữ         | 61.08       | 12 q      | 61.64 SB                       | 10                             |